# Musafírides
Els mussafírides o dinastia dels Banu Mussàfir (àrab: بنو مسافر, Banū Musāfir), també anomenats sal·làrides o dinastia dels Banu Sal·lar (àrab: بنو سلار, Banū Sallār; persa: سالاریان), kangàrides (persa: کنگریان) o encara dinastia dels Banu l-Marzuban (àrab: بنو المرزبان, Banū l-Marzubān), foren una dinastia musulmana que va governar a Tarom, Samiran, Daylam, Gilan i, posteriorment, l'Azerbaidjan Iranià, Arran, i alguns districtes de l'Armènia oriental a la segona meitat del segle x. Constitueixen part del període de la història que s'ha anomenat intermezzo iranià, o renaixement persa, un període que va veure l'ascens de les dinasties natives dels irànics durant els segles ix a xi.

## Primers anys
Té el seu origen a la família Kangari, que es va apoderar del castell de Shamiran, al Tarom, districte de Qazvín. El fundador fou Mussàfir (en realitat Aswar) el fill del qual, Muhàmmad ibn Mussàfir es va casar amb Kharatsuya, filla del príncep djustànida Justan III (que governava vers el 900) de Rubhar, al Daylam, on la dinastia va existir del segle vii al 928 sobiranament i com a poder local fins al 1042. El 919 Muhàmmad va matar l'oncle de la seva dona Alí ibn Wahsudhan per venjar la mort del seu sogre Justan ibn Wahsudhan, i des de llavors ambdues famílies van estar enfrontades.
L'emir djustànida es va refugiar a les terres del daylamita Asfar de Rayy i Qazvín, qui va enviar al ziyàrida Mardawij contra Muhàmmad, però Mardawij es va aliar amb Muhàmmad i va derrotar i matar Asfar. El 941 els dos fills de Muhàmmad, al-Marzuban i Wahsudhan, van prendre el control de Shamiran i van empresonar el pare, i es van repartir els dominis: Wahsudhan va quedar amo del Tarom (amb Shamiran) i al-Marzuban va anar a les terres a l'Azerbaidjan i a Armènia.

## Azerbaidjan sota el domini dels mussafírides

### al-Marzuban bin Muhàmmad

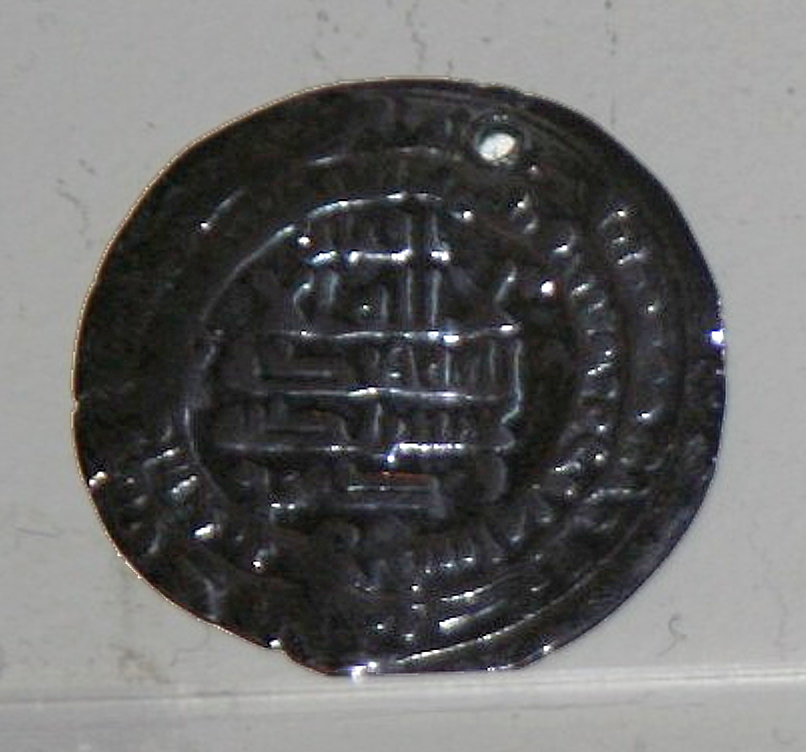
Dírham de plata d'al-Marzuban bin Muhàmmad.

Al-Marzuban va passar a l'Azerbaidjan on, des del 926, els sàjides havien començat la descomposició del seu poder enfrontats amb el cap kharigita kurd Daysam ibn Ibrahim, i el gilànida Lashkari ibn Mardi, suportats alternativament pel ziyàrida Wushmgir. Lashkari va morir en lluita a Armènia i Daysam fou traït pel seu ministre Abu-l-Qàssim Alí ibn Jàfar, que es va aliar amb al-Marzuban (que com ell era batinita, una branca ismaïlita). Al-Marzuban es va apoderar de Tauris (Tabriz) i Ardabil i finalment va obligar a Daysam a rendir-se (va rebre un petit feu al Tarom). Al-Marzuban va estendre el seu domini cap al nord, fins a Derbent incloent l'Arran. El 943 els russos van arribar a la regió de l'Arran i es van apoderar de Bardaa on van romandre quasi un any. Després va haver de lluitar contra l'hamdànida de Mossul, Abu-Abd-Al·lah Hussayn ibn Saïd ibn Hamdan, i el seu aliat, l'emir kurd hadbhànida Jàfar ibn Xakuya, que havia arribat fins a Salmas, que finalment fou cridat a Mossul pel nou emir Nàssir-ad-Dawla. El 946 el buwàyhida Rukn-ad-Dawla va ocupar Rayy (que es disputaven els ziyàrides i els samànides). El 947 al-Marzuban va iniciar la guerra contra els buwàyhides però Rukn-ad-Dawla va rebre reforços d'altres prínceps de la nissaga i el 949 el va derrotar a prop de Qazvín, i va quedar presoner essent tancat a la fortalesa de Summirim (al Fars). Els seus caps militars van alliberar al seu pare Muhàmmad i van ocupar Ardabil mentre Wahsudhan continuava retenint Shamiran. Muhàmmad, que tenia un caràcter difícil, aviat es va barallar amb família i caps militars i fou enderrocat per Wahsudhan i tancat altra vegada a una fortalesa esmentada com Shisagan. El buwàyhida Rukn-ad-Dawla va enviar contra els mussafírides a l'Azerbaidjan a Muhàmmad ibn Abd-ar-Razzaq, ex governador samànida de Tus, ara al seu servei. Daysam va ocupar Ardabil i Wahsudhan li va reconèixer i va buscar la seva aliança, però Daysam fou derrotat per Ibn Abd-ar-Razzaq, que, disgustat per les intrigues contínues, es va retirar a Rayy, amb lo que Daysam va poder recuperar Ardabil però llavors fou atacat pel seu aliat Wahsudhan, que va enviar contra ell a Alí ibn Mishki, i va haver de fugir a territori dels Arzerunis de Baspracània. El 953 al-Marzuban es va escapar de la presó i va recuperar tot els seus dominis gràcies al suport dels caps militars. El 955 Daysam, després de peregrinar a Mosul, Bagdad i Alep, va tornar amb un exèrcit i va ocupar Salmas on va fer la khutba (oració) en nom de Sayf-ad-Dawla d'Alep. Al-Marzuban va sufocar una revolta a Derbent i va marxar contra ell, que va fugir altre cop a Baspracània, però fou entregat a al-Marzuban per orde del rei d'aquest país. En aquest moment eren tributaris d'al-Marzuban els prínceps de Xirvan, d'Abkhaz (territori al nord de Shirwan i no pas Abkhàzia), Shakki, Gurziwan-Saghiyan (a l'oest de Shirwan), Siunia Oriental, Ahar, Wazarkan (ambdós al nord-est de Tabriz), Khizan (al nord de Baku), Baspracània, els bagràtides d'Armènia i els prínceps (probablement armenis) de Khashen a l'oest de Bardaa. Va morir el desembre del 957.

### Successors d'al-Marzuban
Va deixar hereu al seu germà Wahsudhan però es va oblidar d'anul·lar el testament a favor dels seus tres fills grans Justan, Ibrahim i Nàssir (el petit Kay Khusraw ibn al-Marzuban no hi fou inclòs). Els caps militars van reconèixer a aquests fills. Justan finalment fou reconegut com a únic emir però només li va interessar el seu harem. El general Justan ibn Sharmazan es va revoltar a Urmia i va proclamar a Ibrahim, amb el qual va ocupar Maragha. El 960 es va rebel·lar a Gilan el net del califa Al-Muktafi, de nom Ishak ibn Isa, que es va proclamar califa amb el nom d'Al-Mustadjir billah, però Ibrahim i el general Justan el van derrotar el Mukan (Mughan). Wahsudhan va donar suport a Nàssir, el tercer germà (que fins llavors era favorable a Djustan que romania senyor d'una part dels dominis). Justan i Nàssir van anar a Shamiran convidats per Wahsudhan, però allí foren traïdorament empresonats i Wahsudhan va enviar a l'Azerbaidjan al seu fill Ismaïl ibn Wahsudhan. Mentre Ibrahim, que governava a Dvin, a Armènia, va simular un atac a Shamiran el 961 i Wahsudhan va fer matar els presoners. Tanmateix, Ismaïl va morir a Ardabil i Ibrahim va poder reunificar les possessions mussafírides i va atacar Shamiran, d'on Wahsudhan va fugir cap al Daylam. Tanmateix, el seu general Sharmazan ibn Mishki va derrotar a Ibrahim, que, abandonat pel seu exèrcit, va haver de refugiar-se amb el seu cunyat buwàyhida Rukn-ad-Dawla (casat amb una germana). Així Wahsudhan tornava a recuperar el poder però Rukn al-Dawla va donar un exèrcit a Ibrahim sota comandament del seu ministre Ibn al-Amid, que va reinstal·lar a Ibrahim i el va ajudar a sotmetre els kurds i a Justan ibn Sharmazan que havia assolit part del poder i Wahsudhan només va conservar el Tarom, Zandjan, Abhar i Suhraward (els tres districtes darrers conquestes que havia fet Wahsudhan); potser inclòs va perdre Tarom per algun temps. Ibn al-Amid fou cridat a Rayy i els afers van començar a anar malament. Vers el 979 Ibrahim fou enderrocat pels emirs rawwàdides que governaven a Tauris o Tabriz. Abul Haidja ibn Ibrahim va conservar el poder a Dvin (a l'única font armènia disponible, Esteve Asolik, l'esmenta com Ablhadj Delmastani) i va fer una expedició a Armènia el 982 cridat pel rei Musel de Kars, però fou rebutjat per profanar esglésies; llavors va ser derrotat per Abu-Dúlaf aix-Xaybaní (a Esteve Asolik Abutlup), emir de Coltene (amb capital a Orduad o Ordubad) que va ocupar Dvin. El rawwàdida Abu-l-Hayjà Hussayn (a Esteve Asolik se'l esmenta com Abhladj ibn Rovd, emir de l'Atrapatakan, és a dir de l'Atropatene), va derrotar a Abu-Dúlaf i li va prendre Salar, Coltene amb Ordubad i Dvin el 987. Abu-Dúlaf va anar a Armènia i l'Imperi Romà d'Orient buscant ajuda per recuperar el poder fins que fou assassinat pel seu criat quan era a la província armènia d'Uti.
Wahsudhan va retenir amb problemes el poder a Tarom i a les conquestes que havia fet a la regió (Zandjan, Abhar i Suhraward) i va morir el 966. El seu fill Ismaïl ibn Wahsudhan el devia succeir. El 989 va morir el seu germà Nuh ibn Wahsudhan i va deixar un fill infant de nom probablement Justan. L'emir buwàyhida Fakhr al-Dawla va anar a Shamiran, la va ocupar i va deposar el jove Justan i es va casar amb la seva mare i vídua de Nuh. A la mort de Fakr al-Dawla, un jove emir de nom Ibrahim ibn al-Marzuban ibn Ismaïl ibn al-Marzuban, que era net d'Ismail ibn Wahsudhan i besnet de Wahsudhan, es va apoderar de la fortalesa de Sarjihan i del Tarom i va restablir el domini familiar que va engrandir notablement i el 1027 dominava Qazvín. El 1029 Mahmud de Gazni va ocupar Rayy i va enviar contra els mussafírides al daylàmita Kharamil, però no va obtenir resultats i Mahmud va retornar al Khurasan el 1030; però el fill de Mahmud, Massud, després de provar-ho militarment, va capturar a Ibrahim mitjançant un parany. Tanmateix, el fill d'Ibrahim, anomenat «el Salar de Tarom» va conservar Sarjihan, i el 1037 dominava altre cop els dominis paterns. Aquest fill era probablement el mateix Justan ibn Ibrahim del qual parla amb elogi el viatger i historiador Nasir-i-Khusraw el 1045, i que diu que portava els títols de «Marzuban ad-Daylam Jil-i-Jilan Abu-Sàlih mawla amir al-muminín».
El 1062 Tarom, governat per un príncep de nom Mussàfir, va haver de pagar tribut a Toghril Beg I. Algun temps després se suposa que les seves fortaleses foren ocupades pels ismaïlites d'Alamut.

## Emirs mussafírides
- Mussàfir Aswar abans de 900
- Muhàmmad ibn Mussàfir vers 900-941

### Branca de l'Azerbaidjan i Armènia
- Al-Marzuban ibn Muhàmmad 941-949
- Muhàmmad ibn Mussàfir (restaurat) 949-950
- Wahsudhan ibn Muhàmmad 950-953
- Al-Marzuban ibn Muhàmmad 953-957
- Wahsudhan ibn Muhàmmad (segona vegada) 957
- Justan ibn al-Marzuban 957-960
- Ibrahim ibn al-Marzuban 960-961
- Ismaïl ibn Wahsudhan 960-961
- Nàssir ibn al-Marzuban (associat) 957-960
- Wahsudhan ibn Muhàmmad (tercera vegada) 961-962
- Ibrahim ibn al-Marzuban 962-979
- Abu-l-Hayjà ibn Ibrahim 979-984
- Als xaybànides de Coltene 984-987
- Als rawwàdides de Tauris 987

### Branca de Shamiran (Tarom)
- Wahsudhan ibn Muhàmmad 941-966
- Ismaïl ibn Wahsudhan 966-?
- Nuh ibn Wahsudhan ?-989
- Kakr ad-Dawla (dinastia buwàyhida) 989-997
- Ibrahim ibn al-Marzuban ibn Ismaïl 997-1022
- Justan ibn Ibrahim 1022-vers 1050
- Mussàfir (ibn Justan?) vers 1050-1075
- als ismaïlites vers 1075